# Albert Osik
Albert Osik (ur. 9 maja 1980 w Lubartowie) – polski aktor teatralny.
W 2003 ukończył studia na wydziale aktorskim PWSFTviT w Łodzi. W latach 2004–2011 był aktorem Nowego Teatru w Słupsku. Od 2011 roku występuje w Teatrze Syrena w Warszawie.

## Filmografia
- 2000: Spotkanie
- 2001: Chłód
- 2005: Nie ma takiego numeru – Albi
- 2007: Fala zbrodni
- 2009: Generał – mirandczyk (odc. 2)
- 2009: Generał – zamach na Gibraltarze – mirandczyk
- 2009: Nie będziesz wiedział – dr Siwiec
- 2012: Ja to mam szczęście! – kierowca Klementewicz
- 2012: Rodzinka.pl – budowlaniec (odc. 70)
- 2014: Baron24 – fotografik Maciek Pokorny (odc. 17)
- 2024: Spadek – policjant

## Role teatralne i reżyseria
- 2004: Stanisław Ignacy Witkiewicz – Szalona lokomotywa – Mikołaj (reż. Jan Peszek, Michał Zadara)
- 2004: Leszek Malinowski – Intercity – Zdzisław Boczniak (reż. Leszek Malinowski, Bogusław Semotiuk)
- 2004: Witold Gombrowicz – Ślub – Władzio (reż. Waldemar Śmigasiewicz)
- 2004: Gabriela Zapolska – Moralność pani Dulskiej – Zbyszko Dulski (reż. Bogusław Semotiuk)
- 2005: William Szekspir – Romeo i Julia – Merkucjo (reż. Bogusław Semotiuk)
- 2005: Lucjan Rydel – Betlejem polskie – Maciek, Jędrek-Mędrek, arcykapłan, stoczniowiec (reż. Zbigniew Kułagowski, Bogusław Semotiuk)
- 2005: Fiodor Dostojewski – Zbrodnia i kara – Raskolnikow (reż. Edward Żentara)
- 2005: Iwona Wernikowska – Baśń w poszukiwaniu teatru – autor, pokemon (reż. Albert Osik)
- 2005: Sofokles – Sofokles – Edyp i Antygona – Edyp (reż. Bogusław Semotiuk)
- 2005: Ray Cooney – Okno na parlament – George Pidgen (reż. Ireneusz Kaskiewicz, Bogusław Semotiuk)
- 2005: Szolem Alejchem – Skrzypek na dachu – Motel Kamzoil (reż. Zbigniew Macias)
- 2006: Juliusz Słowacki – Balladyna – Fon Kostryn (reż. Jan Machulski, Bogusław Semotiuk)
- 2006: Andrzej Saramonowicz – Testosteron – Tytus (reż. Bogusław Semotiuk)
- 2006: Witold Gombrowicz – Ferdydurke – Józio (reż. Waldemar Śmigasiewicz)
- 2006: Zbigniew Książek – Sceny miłosne dla dorosłych (reż. Albert Osik)
- 2006: Yasmina Reza – Sztuka – Yvan (reż. Piotr Dąbrowski)
- 2007: Samuel Beckett – Czekając na Godota – Estragon (reż. Jan Machulski)
- 2007: Adam Mickiewicz – Dziady – Konrad, Widmo-Więzień (reż. Stanisław Otto Miedziewski)
- 2007: Przygody Sindbada Żeglarza – Sindbad (reż. Hanaa Abdel Fattah Metwaly)
- 2007: Paul Pörtner – Szalone nożyczki – Antoni Wzięty (reż. Jacek Łuczak)
- 2007: Platon – Obrona Sokratesa (reż. Ireneusz Kaskiewicz)
- 2008: William Shakespeare – Galaktyka Szekspir – Lysander, Jacques, Othello, Romeo, Sampson (reż. Marcin Grota)
- 2008: Traumnovelle Arthur Schnitzler, reż. Stanisław Miedziewski, Nowy Teatr Słupsk.
- 2008: O co biega? Philip King, rola – Kapral Clive Winton, reż. Marcin Sławiński, Nowy Teatr Słupsk.
- 2008: Amadeusz Peter Shaffer, rola – Venticelli oraz asystent reżysera, reż. Zbigniew Kułagowski, Nowy Teatr Słupsk.
- 2009: Z rączki do rączki Michael Cooney, rola – Eryk Swan, reż. Albert Osik, Nowy Teatr Słupsk.
- 2009: Witkacy: jest 20 do Xtej Stanisław Ignacy Witkiewicz, rola – Bronisław Malinowski, reż. Andrzej M. Marczewski, Nowy Teatr Słupsk.
- 2009: Awantura o Basię Kornel Makuszyński, rola – Stanisław Olszewski, reż. Daniel Kustosik, Nowy Teatr Słupsk.
- 2009: Rewizor Mikołaj Gogol, rola – Piotr Iwanowicz Bobczyński, reż. Wiktor Panow, Nowy Teatr Słupsk.
- 2010: Wariat i zakonnica Stanisław I. Witkiewicz, rola – Mieczysław Walpurg, reż. Jacek Bunsch, Nowy Teatr Słupsk.
- 2010: Wesele Figara Pierre A. Beaumarchais, rola – Figaro, reż. Katarzyna Raduszyńska, Nowy Teatr Słupsk.
- 2010: Edith & Marlene Eva Pataki, rola – Raymond Asso, reż. Andrzej Ozga, Nowy Teatr Słupsk.
- 2011: Klub hipochondryków Meggie W. Wrightt, rola – Ben, reż. Wojciech Malajkat.
- 2011: Trener życia Nick Reed, rola – Alex, reż. Wojciech Malajkat.
- 2011: Kot w butach Jacek Bończyk, role: Miś, Zły czarodziej, reż. Jacek Bończyk.
- 2011: Królowa Śniegu Hans Christian Andersen, role: Diabeł, Książę, Rozbójnik, reż. Barbara Borys-Damięcka.
- 2011: Na pomoc królewnie Bluetce Maciej Wojtyszko, rola – Mifuszura, reż. Michał Konarski, Jacek Pluta, Teatr Syrena.
- 2011: Skazani na Shawshank Stephen King, rola – Chester, reż. Sebastian Chondrokostas, Teatr Syrena.
- 2011: Piosenki taty Kazika Stanisław Staszewski, reż. Jacek Bończyk, Teatr Syrena.
- 2012: Plotka Francis Veber, rola – Guillaume, reż. Wojciech Malajkat.
- 2012: Hallo Szpicbródka Ludwig Starski, rola – Komornik, reż. Wojciech Kościelniak.
- 2013: One i my Ryszard M. Groński, reż. Zbigniew Lesień, Teatr Syrena.
- 2014: Kariera Nikodema Dyzmy Tadeusz Dołęga-Mostowicz, rola – Jaszuński, reż. Wojciech Kościelniak.
- 2014: Frankenstein Nick Dear na podstawie powieści Mary Shelley, reż. Bogusław Linda.

## Audiobooki
- Ostatni Honorowy Jacek Komuda
- Czarne światła: Łzy Mai  Martyna Raduchowska
- Śmierć i Małgorzata  Joanna Łopusińska
- Lalka Bolesław Prus

## Nagrody i odznaczenia
- 2003: wyróżnienie za rolę Montane'go w przedstawieniu Oskarżyciel publiczny w reż. Jana Maciejowskiego i za rolę Ignatija Ilicza Szpigielskiego w przedstawieniu Miesiąc na wsi w reż. Andrzeja Bubienia na XXI Festiwalu Szkół Teatralnych w Łodzi.
- 2008: nagroda za monodram Traumnovelle na Festiwalu Teatrów Jednego Aktora we Wrocławiu.
- 2009: Grand Prix za przedstawienie Traumnovelle na 7. Ogólnopolskim Festiwalu Monodramu Współczesnego w Warszawie.